# Zeche Ibbenbüren 3
Die normalspurige Tenderlokomotive 3 der Zechenbahn Ibbenbüren entstand bei Henschel mit der Fabriknummer 23331 um 1936. Die Lok wurde 1963 ausgemustert und später verschrottet.

## Geschichte
Als um die Mitte der 1930er Jahre das Transportaufkommen bei der Zechenbahn Ibbenbüren anstieg, reichte die bisherige Lokomotive 1 nicht mehr aus. Als dritte Lokomotive wurde diese Lokomotive geliefert, die gegenüber der ersten Maschine eine wesentlich höhere Leistung hatte. Die Lokomotive von Henschel hatte gegenüber der von Hanomag ungefähr 40 m² mehr Verdampfungsheizfläche und auch noch ca. 20 m² als die GME 15. Diese war im Henschel-Katalog als Eh 1370, also mit ca. 1370 PS Leistung geführt. Dies war durch die starke Steigung von 25 ‰ auf der Zechenbahn erforderlich. Gewartet wurde die Lokomotive in der Werkstatt der Georgsmarienhütte.
Die Lokomotive war mit der Nr. 1 von Hanomag und einer Preußischen T 7 bis zur Elektrifizierung der Zechenbahn eingesetzt. Danach wurden die Dampflokomotiven ausgemustert. Das Verschrottungsdatum ist nicht bekannt.

## Konstruktion
Die Lokomotive war eine Zweizylinderlok. Der Rahmen war nach Bauform der Einheitslokomotive ähnlich der DR-Baureihe 85 ausgeführt. Die mittleren drei Achsen waren fest im Rahmen gelagert, die erste sowie die fünfte Kuppelachse bildete mit der jeweils angrenzenden Laufachse ein Krauss-Helmholtz-Lenkgestell. Treibstange und die mittleren zwei Kuppelstangen pro Seite waren verstärkt ausgeführt.
Der Kessel war eine Ausführung mit Dampfdom und Speisedom sowie lediglich einem Sandkasten, von dem ursprünglich alle fünf Achsen von vorn und hinten gesandet werden konnten. Später wurden einige Sandrohranschlüsse entfernt, dadurch konnten nur noch die inneren Achsen gesandet werden. Die Lok besaß einen Oberflächenvorwärmer nach der Bauart der Deutschen Reichsbahn sowie eine Speisepumpe. Es wurden Kolbenschieber der Regelbauart mit Eckventil-Druckausgleichern verwendet.
Die Lokomotive war mit Druckluftbremse ausgerüstet, hatte eine elektrische Beleuchtung mit einem Turbogenerator, auf dem Kessel war ein Dampfläutewerk installiert.